# Honorine Mafeguim
Honorine Mafeguim es una deportista camerunesa que compitió en judo. Ganó una medalla de plata en los Juegos Panafricanos de 2011, en la categoría de –78 kg.

## Palmarés internacional
| Juegos Panafricanos | Juegos Panafricanos | Juegos Panafricanos | Juegos Panafricanos |
| Año                 | Lugar               | Medalla             | Categoría           |
| ------------------- | ------------------- | ------------------- | ------------------- |
| 2011                | Maputo (Mozambique) | Medalla de plata    | –78 kg              |